# Турецько-хорватські відносини
Туре́цько-хорва́тські відно́сини — двосторонні міжнародні відносини між Туреччиною та Хорватією. У Туреччини є посольство в Загребі. У Хорватії є посольство в Анкарі, а також два генеральні консульства: в Стамбулі та в Ізмірі. Обидві країни є членами Рада Європи та НАТО.

## Історія
Відносини між цими країнами розпочались 1991 року з визнанням незалежності Хорватії Туреччиною. Дипломатичні відносини було встановлено 1992 року.

## Політичні відносини
Туреччина та Хорватія є членами Ради Європи, Північноатлантичного альянсу (НАТО), Організації з безпеки і співробітництва в Європі (ОБСЄ), Світової організації торгівлі (СОТ) та Середземноморського союзу. Також з 2005 року обидві країни були кандидатами на вступ до ЄС, 2013 року Хорватія стала його членом.
У Хорватії проживає близько 300 турків.